# Antimassoneria

Propaganda antimassonica di Léo Taxil

Per antimassoneria si intende un tipo di attività che avversi o che sia ostile alla massoneria. Può assumere diverse caratteristiche, spaziando da semplice, da critica, opposizione, repressione ed anche persecuzione nei confronti dei massoni.

## Storia

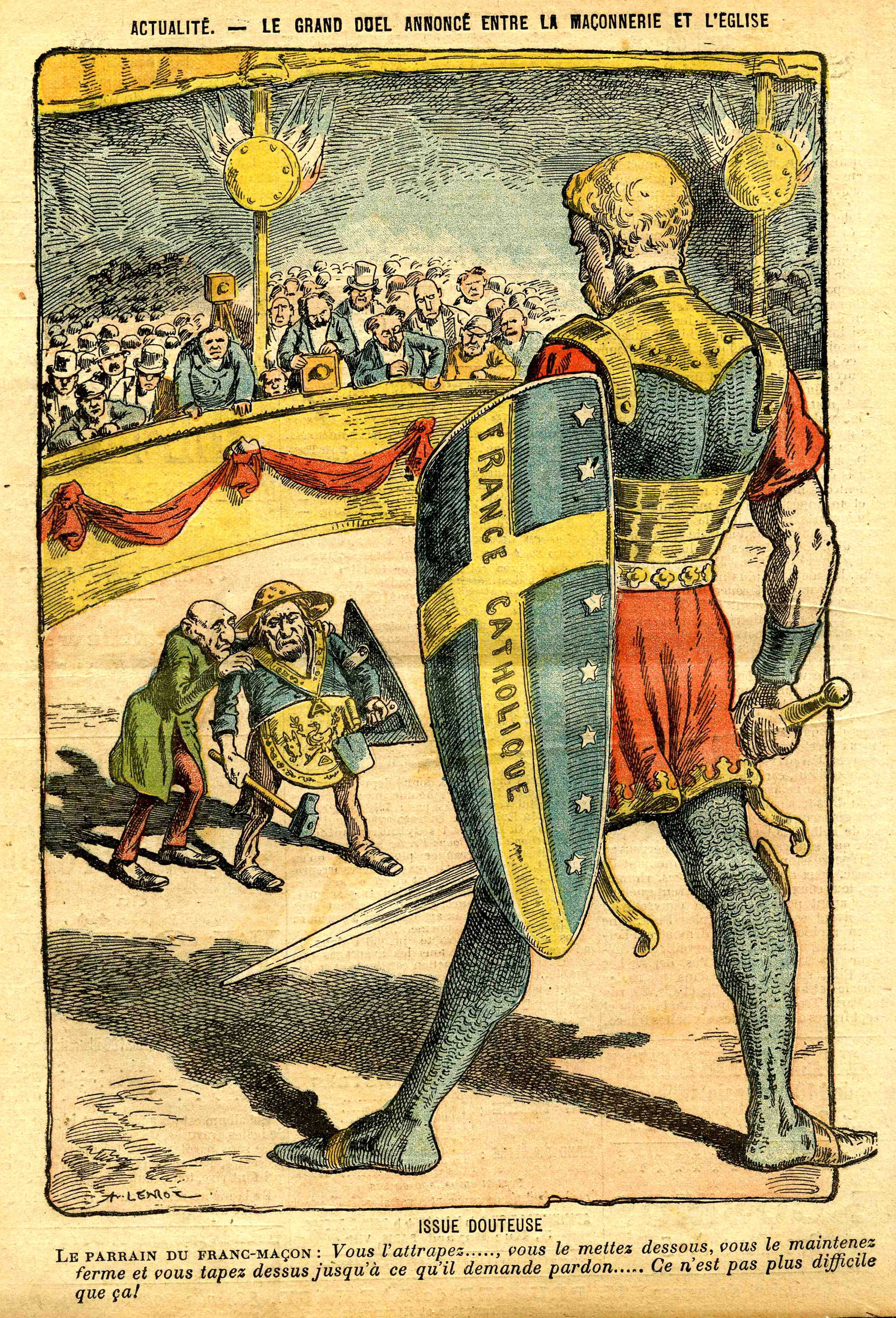
Propaganda antimassonica cattolica, Francia, 1902.

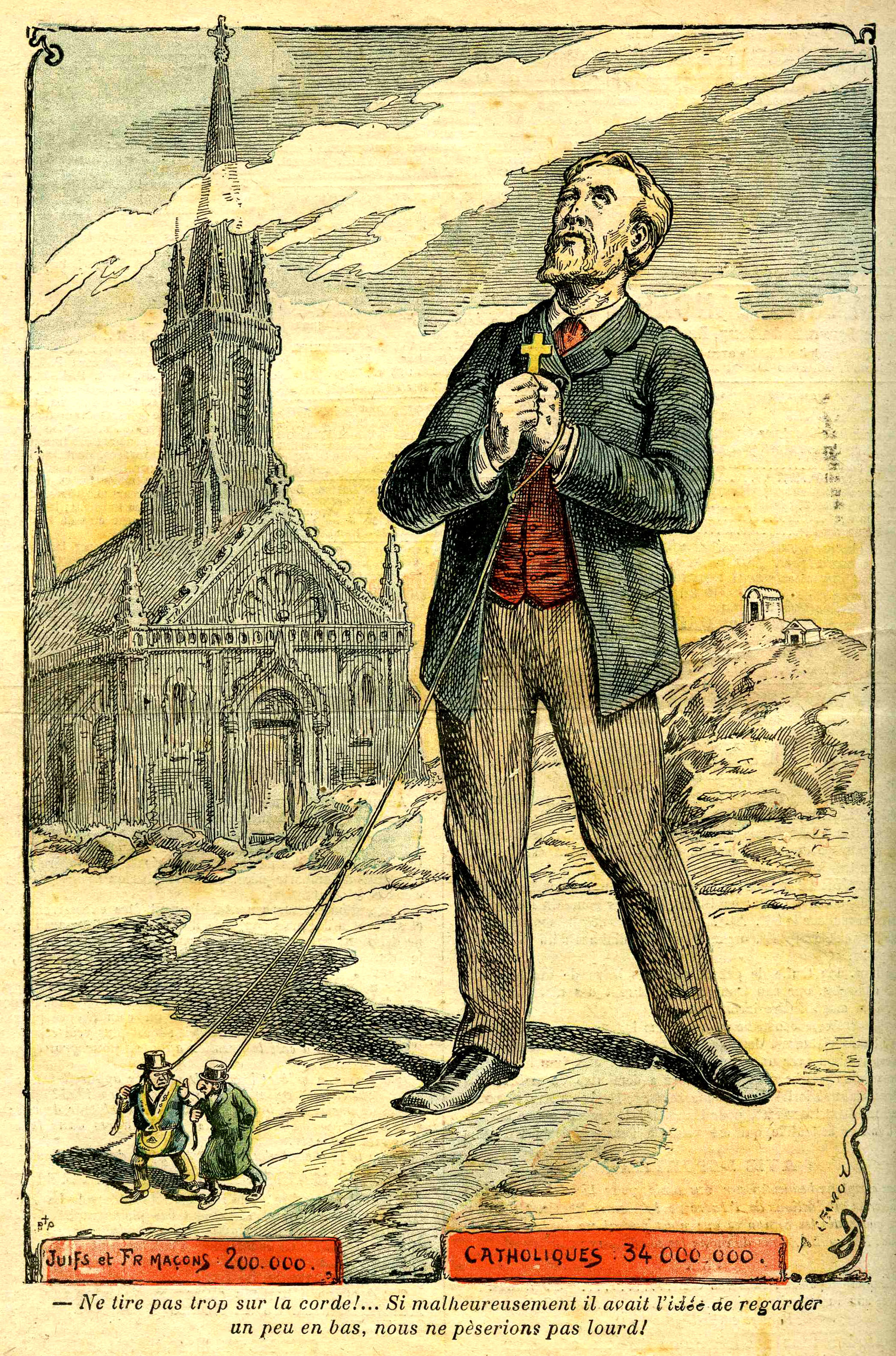
Propaganda antimassonica cattolica, Francia, 1902.

La Chiesa cattolica  ha sempre avuto un ruolo centrale nell'attività antimassonica; la prima bolla papale di scomunica contro la massoneria risale al 28 aprile 1738; da allora se ne sono susseguite altre. La Chiesa ha dichiarato incompatibili i principi della massoneria con quelli della fede cristiana.

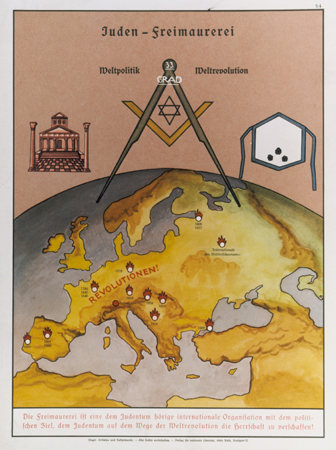
Propaganda antimassonica tedesca, 1935.

L'attività di antimassoneria ha avuto diverse argomentazioni, soprattutto riguardo a diversi accadimenti storici nei quali è stato ipotizzato un forte coinvolgimento della massoneria: la rivoluzione francese, la rivoluzione americana, le grandi crisi economiche e i grandi cambiamenti politici. La massoneria inoltre è spesso stata al centro, più o meno debitamente, di varie teorie del complotto, ed in particolare la teoria del complotto del Nuovo ordine mondiale.

## Caratteristiche generali
L'antimassoneria è un fenomeno che viene riscontrato a più riprese ed in varie parti del mondo: i regimi totalitari, oltre a creare un clima negativo nei confronti della massoneria stessa, hanno promulgato leggi contro di essa.
Ad esempio nella Germania nazista tutte le logge massoniche furono chiuse e spesso i suoi adepti incarcerati. Così anche per quanto riguarda i regimi totalitari comunisti, con l'eccezione di Cuba, dove la massoneria è sempre stata ammessa. In Italia la massoneria è stata dichiarata fuorilegge nel 1925, durante il fascismo.
L'opposizione e la diffidenza è spesso dovuta all'esistenza del cosiddetto "segreto massonico", visto nei regimi totalitari come una rete (o lobby) parallela al potere dello Stato con lo scopo di favorire i propri affiliati.
Anche le religioni rivelate si sono talvolta opposte alla Massoneria, in virtù del suo carattere laico ed anticlericale.

## Nel mondo

### Germania
Nella Germania nazista, ove la massoneria era stata dichiarata fuorilegge, i massoni tedeschi adottarono il nontiscordardimé come modo segreto di riconoscimento e come sostituto per il troppo noto e riconoscibile simbolo della squadra e del compasso. I massoni venivano inviati nei campi di concentramento e spesso, negli stessi campi di sterminio, venivano etichettati col "triangolo rosso" dei "dissidenti politici". È stata documentata la presenza di logge massoniche (la più celebre è la Liberté chérie) attive clandestinamente all'interno degli stessi campi di concentramento.

### Italia
Dal 26 settembre al 30 settembre del 1896 si tenne a Trento, allora sotto dominio asburgico, il primo congresso antimassonico internazionale.
Il 13 febbraio 1923 il Partito Nazionale Fascista (PNF) dichiarò l'incompatibilità tra l'appartenenza al partito ed alla massoneria. Durante il governo Mussolini la Camera dei deputati promulgò la legge 26 novembre 1925, n. 2029 che metteva di fatto al bando la libera muratoria. Nell'ottobre dello stesso anno, subito prima della approvazione della legge che la vietava, numerose Logge erano state devastate dai fascisti: Mola cita quelle di "Bari, Genova, Forlì, Modena", ma noti sono anche i danni subiti da parte degli squadristi alle logge di Perugia e Bologna (nel 1924).
Diciannove delle oltre trecento vittime delle Fosse Ardeatine erano massoni, tra cui Placido Martini, allora Maestro venerabile.
Nel 1982 la loggia massonica P2, aderente al Grande Oriente d'Italia (GOI), fu sciolta dal Parlamento italiano con la legge 25 gennaio 1982 n. 17 (cosiddetta legge Anselmi).
Nel 1993 la sezione disciplinare del Consiglio Superiore della Magistratura (CSM) ha dichiarato incompatibile l'appartenenza alla magistratura con l'affiliazione alla massoneria, ipotizzando l'imputabilità di un illecito disciplinare nei confronti dei magistrati massoni. Nel 1995 le Sezioni Unite civili della Cassazione hanno confermato la posizione del CSM.
Negli anni 2000 l'Italia, caso unico tra i paesi democratici, è stata ripetutamente condannata dalla Corte europea dei diritti dell'uomo per violazione dei diritti umani poiché alcune leggi dello Stato e di alcune regioni risultavano discriminatorie nei confronti dei massoni. Sul punto è da rilevare che pronunzie del Consiglio Superiore della Magistratura degli anni novanta del secolo scorso ritennero censurabile finanche la remota affiliazione di un magistrato all'istituzione.
Ad aprile del 2017, la Commissione Parlamentare Antimafia invitò la Guardia di Finanza a sequestrare gli elenchi di 35.000 iscritti delle quattro principali obbedienze massoniche italiane. Con una sentenza depositata il 19 dicembre 2024 la Corte europea dei Diritti dell'Uomo ha condannato l'Italia per la perquisizione della sede del Grande Oriente d'Italia e per il sequestro di 39 faldoni di schede relative ai 6'000 iscritti alle Logge del GOI in Sicilia e in Calabria nel marzo 2017 su ordine della Commissione parlamentare antimafia presieduta dall'on. Rosy Bindi (PD). La Corte afferma che la perquisizione e il sequestro costituivano una violazione dell'art. 8 della Convenzione europea dei Diritti dell'Uomo, che protegge il domicilio e la riservatezza, e aggiunge che il provvedimento era sproporzionato, non sussistendo "elementi che avrebbero potuto suffragare un ragionevole sospetto del coinvolgimento dell'Associazione nei fatti oggetto d'indagine". La corte ha condannato lo Stato italiano a versare 9.600 euro per danni non pecuniari e 5.344 euro per spese legali al Grande Oriente d'Italia.

### Portogallo
La massoneria fu perseguitata nel diciannovesimo secolo e in seguito, dopo la presa di potere di António de Oliveira Salazar nel 1932, fu proibita durante gli anni 30 del ventesimo secolo (Legge n.º 1901 del 21 Maggio 1935 contro le società segrete, proposta da José Cabral).
Nel luglio 2021, i deputati portoghesi approvano l'obbligo per i titolari di cariche pubbliche di dichiarare l'appartenenza all massoneria e in seguito il presidente della Repubblica promulga il decreto dell'Assemblea che modifica la Legge n. 52/2019, del 31 Luglio e lo Statuto dei Deputati, obbligando i titolari di cariche pubbliche a dichiarare un'appartenenza, partecipazione o impegno in qualsiasi funzione in entità di natura associativa come la massoneria. Con un comunicato del 13 agosto 2021 il Gran maestro della Grande Loggia simbolica del Portogallo, ricordando che secondo la Commissione di trasparenza e lo Statuto dei deputati dell'Assemblea della Repubblica del 21 Maggio 2021 non esiste un obbligo simile, e che è una questione di libertà di coscienza, protesta contro questa iniziativa di legge che, ponendosi contro l'intimità e la riserva della vita privata, infrange i principi della libertà di coscienza, di religione e di culto, stabiliti dagli articoli 26 e 41 della Costituzione della Repubblica portoghese. La Gran Loggia simbolica del Portogallo et il CLIPSAS intendono ricorrere alla giustizia contro lo Stato per quest'obbligo giudicato discriminatorio.

### Svizzera
L'8 settembre 1744, i signori sindaci del Piccolo e del Gran Consiglio del Cantone di Ginevra proibiscono la massoneria a Ginevra. Il 3 marzo 1745 la massoneria è proibita dalle autorità bernesi.
Nel 1934, Arthur Fonjallaz, militante fascista e antimassone, con Georges Oltramare e Gottlieb Duttweiler, lanciò un'Initiativa popolare per proibire la massoneria in Svizzera; l'iniziativa fu respinta in votazione popolare con 515'000 NO contro 235'000 SI. Il Canton Friburgo, dove l'influenza della Chiesa cattolica era molto forte, fu il solo ad averla accettata. Nonostante questa vittoria politica popolare , dopo la Seconda guerra mondiale la massoneria svizzera ha perso la metà dei suoi membri, passando da circa 5'000 membri nel 1935 a circa 2'500 nel 1945.
Gerhard Ulrich, presidente di « Appel au peuple », associazione che intende venire in aiuto alle vittime - dal suo punto di vista- delle disfunzioni della giustizia svizzera , ha denunciato la doppia appartenenza alla massoneria e alla magistratura, pubblicando su internet delle liste di tutti i magistrati e avvocati in esercizio in Svizzera, con dei commenti sulle loro funzioni e sulla loro appartenenza massonica. Nel 2007 è stato condannato ad una pena ferma di prigione per diffamazione. Per evitare la prigione non si è presentato alla seconda seduta del suo processo, ma è stato finalmente interpellato all'inizio del mese di marzo del 2009.
Marc-Étienne Burdet, candidato alle elezioni del governo del Cantone di Vaud nel 2003 e nel 2004 sulla lista « Défi vaudois », ha comparato la struttura del potere massonico con quella della mafia e l'ha denunciata come incompatibile con la democrazia, e ha proposto un'iniziativa federale per porvi rimedio.
François de Siebenthal, cittadino svizzero e console generale onorario della Repubblica delle Filippine in Svizzera, candidato alle elezioni del governo del Canton Vaud nel 2004 come indipendente, ha denunciato l'appartenenza alla massoneria di alcune personalità politiche sul suo sito internet che si ispira ad una retorica cattolica tradizionalista.
Éric Bertinat, deputato del Cantone di Ginevra, e segretario generale di una sezione dell'Unione Democratica di Centro ha sostenuto su l'Express nel 2004 che la massoneria è responsabile nella vita politica svizzera delle questioni concernenti l'eutanasia, la liberalizzazione delle droghe, e l'Unione civile. Queste dichiarazioni e un articolo sul giornale le Temps, saranno criticate dalla sezione ginevrina dl suo proprio partito. La sezione UDC del municipale della Città di Ginevra sarà unanime nel denunciare l'ostilità di Éric Bertinat verso la massoneria, che risponderà dichiarandosi perplesso di fronte ad un legame che sembra essere superiore a quello che dovrebbe unire delle persone appartenenti allo stesso partito.
Nel 2015 il Canton Vallese, su iniziativa dell'Unione Democratica di Centro e con l'appoggio del Partito Popolare Democratico, nel mese di settembre ha fatto votare dal Gran Consiglio l'obbligo per tutti i deputati di dichiarare la loro appartenenza ad una loggia massonica o a un club di servizio (come Rotary International, Lions Club o Kiwanis), mentre la Corte Europea dei Diritti dell'Uomo  ha già statuito nel 2007 l'illegalità di un tale obbligo. L'11 settembre, con una maggioranza di appena due voti, il parlamento vallesano ha rinunciato a obbligare gli eletti membri di una loggia massonica a dichiararsi.